# 汉学家
汉学家是专门从事汉学研究领域的专家，研究与中华文化（汉民族、中国）有关的内容。以往少有华人研究漢學，故漢學家一般來自非華人族群，但近代華人參與漢學研究者越來越多，所以亦稱該領域的華人研究者為“華人漢學家”。
汉学家的具体研究领域可能不同，多是选择一个他感兴趣的领域进行专业研究，例如有人研究中国音乐，有人研究中国文学，但是汉学家大多都研究一些中国历史。一般汉学家除了汉学研究以外，还有另外一个专门的研究领域，而且一般都是將這个研究领域和中国联系起来研究，就变成了汉学的研究领域。
虽然精通汉语对於汉学家来说应该是必备的，但是一些非中国人的汉学家并不懂汉语，或者只会阅读汉语文献，而不会说汉语。而在中国以外的大学裡教授汉学，经常需要学习很多的语言课程，包括汉语、日语等。另外不少西方漢學家會取漢名。

## 著名漢學家

### 加拿大
- 陈志让（Jerome Chen，華裔）
- 宋怡明（Michael A. Szonyi）
- 卜正民（Timothy James Brook）
- 葉嘉瑩（土默特蒙古後裔）
- 蒲立本（Edwin George Pulleyblank）

### 法國
- 雷暮沙（Jean Pierre Abel Rémusat）
- 儒莲
- 哥士耆（Alexandre Kleczhowski）
- 冉默德（Maurice Louis Marie Jametel）
- 微席叶（Arnold Jaques Vissiere）
- 戴遂良（Léon Wieger）
- 费赖之（Louis Pfister）
- 杜赫德（Jean-Baptiste Du Halde）
- 弗朗索瓦·于连（François Jullien）
- 汪德邁（Lon Vandermeersch）
- 拉克伯里（Terrien De Lacouperie）
- 毕欧
- 沙畹
- 伯希和（Paul Pelliot）
- 马伯乐（Henri Maspeero）
- 葛兰言（Marcel Granet）
- 顾赛芬（Couvreur Seraphin）
- 戴密微（Paol Demievulle）
- 谢和耐（Jacques Gernet）
- 戴仁

### 美國
- 裨治文 （Elijah Coleman Bridgman）
- 卫三畏 （Samuel Wells Williams）
- 明恩溥 （Arthur Henderson Smith）
- 狄考文 （Calvin Wilson Mateer）
- 宇文所安 （Stephen Owen）
- 費正清 （John King Fairbank）
- 季北慈（Bates Gill）
- 芮瑪麗（Mary Wright）
- 魏特夫（Karl Wittfogel）
- 白鲁恂（Lucian Pye）
- 倪德卫（David Nivison）
- 夏含夷（Edward L. Shaughnessy）
- 南恺时（Keith N. Knapp）
- 李侃如（Kenneth Lieberthal）
- 谢淑丽（Susan Shirk）
- 林培瑞 (Perry Link)
- 狄培理（William Theodore de Bary）
- 董雲裳（Susan Thornton）
- 柯馬丁（Martin Kern）
- 黎安友（Andrew J. Nathan）
- 傅高义（Ezra Vogel）

### 荷蘭
- 施古德（Gustaaf Schlegel）
- 何四维（A.F.P. Hulsewé）
- 高罗佩（Robert van Gulik）
- 汉乐逸（Lloyd Haft）
- 戴闻达（J.J.L. Duyvendak）
- 伊维德（Wilt L. Idema）
- 高延
- 許理和（Erik Jan Zürcher）
- 鲁道夫·利策玛（Rudolf Ritsema）

### 德國
- 卫礼贤 （Richard Wilhelm）
- 傅洛达 （Andres Fulda）
- 福兰阁 （Otto Franke）
- 沃爾夫岡·顧彬 （Wolfgang Kubin）
- 弗蘭茲·庫恩（Franz W. Kuhn）
- 马国瑞（Rui Magone）
- 魯道夫·瓦格納（Rudolf G. Wagner）
- 馬漢茂（Helmut Martin）

### 日本
- 泷川资言（滝川 亀太郎）
- 藤原惺窝（藤原 惺窩）
- 林罗山（林 羅山）
- 了庵桂悟（了庵桂悟）
- 山鹿素行（山鹿 素行）
- 中江藤树（中江 藤樹）
- 古城贞吉（古城 貞吉）
- 狩野直喜（狩野 直喜）
- 那珂通世（那珂 通世）
- 白鸟库吉（白鳥 庫吉）
- 内藤湖南（内藤 湖南）
- 吉川幸次郎（吉川 幸次郎）
- 清水茂（清水 茂）
- 佐藤一郎（佐藤 一郎）

### 瑞典
- 馬悅然（Göran Malmqvist）
- 高本漢（Klas Bernhard Johannes Karlgren）
- 林西莉（Cecilia Lindqvist）
- 安特生（Johan Gunnar Andersson）

### 英國
- 艾約瑟（Joseph Edkins）
- 李约瑟（Joseph Terence Montgomery Needham）
- 莊延齡（Edward Harper Parker）
- 威妥瑪（Thomas Francis Wade）
- 史景遷（Jonathan D. Spence）
- 翟理斯（Herbert Allen Giles）
- 理雅各（James Legge）
- 亞瑟·偉利（Arthur Waley）
- 胡司德
- 藍詩玲（Julia Lovell）[1]

### 俄国/苏联
- 比丘林（Никита Яковлевич Бичурин）
- 瓦西里耶夫 （ 、王西里）
- 瓦西里耶夫 （ 、王希礼）
- 卡法羅夫 （ ）
- 列昂季耶夫 （Леонтьев, Алексей Леонтьевич）
- 韃靼列諾夫 （Татаринов, Александр Алексеевич）
- 阿列克谢耶夫 （Алексеев, Василий Михайлович、阿翰林）
- 舒茨基（Шуцкий, Юлиан Константинович）
- 奧沙寧 （Ошанин, Илья Михайлович）
- 缅希科夫 （Меньшиков, Лев Николаевич）
- 費奧克吉斯托夫 （Феоктистов, Виталий Фёдорович）

### 比利時
- 钟鸣旦（Nicolas Standaert）
- 胡司德（Roel Sterckx）
- 李克曼（Pierre Ryckmans）

### 義大利
- 司馬儒（Maurizio Scarpari）

### 西班牙
- 艾丽西娅·雷林克·埃尔塔（Alicia Relinque Eleta）

### 捷克
- 普实克（Jaroslav Průšek）

### 朝鲜半岛
- 崔致远（최치원）
- 薛聰
- 强首
- 金大问（김대문）

### 華人
- 洪業(煨蓮)
- 饒宗頤
- 楊聯陞
- 杜聯喆
- 房兆楹
- 余英时
- 鄭清茂
- 鄭良樹
- 郭靜云
- 陈靝沅

### 引用
1. ↑  英國漢學家藍詩玲：嘗試重譯《西游記》 （页面存档备份，存于）中國評論通訊社

### 书目
- 夏芊若. . 中國青年報. 2005年1月12日  [2022年8月5日]. （原始内容存档于2022年8月5日）.

## 外部連結
- （简体中文）. 中國國家圖書館.   [2010-08-17]. （原始内容存档于2009-02-26）.